# Alta via degli Altipiani n. 11
L'Alta via degli Altipiani n. 11 è un percorso situato sull'Altopiano di Asiago, che, partendo dal Passo Vezzena, in provincia di Trento ed arrivando ad Enego, in provincia di Vicenza, attraversa in quota tutta la zona nord del massiccio dei Sette Comuni.

## Descrizione
Il sentiero nel suo sviluppo è vario e panoramico, correndo per buona parte sulla cresta delle cime più alte dell'altopiano, a picco sulla Valsugana: data la lunghezza ed il dislivello il percorso va affrontato in due o tre giorni. Il tracciato segue, nell'ordine, i sentieri CAI-SAT n. 205, 209, 826, 208, 835, 211, 206, 840, 841, 842 e 869B. Il segnavia è contrassegnato da un triangolo rosso all'interno del quale è marcato il numero 11.

### Il percorso

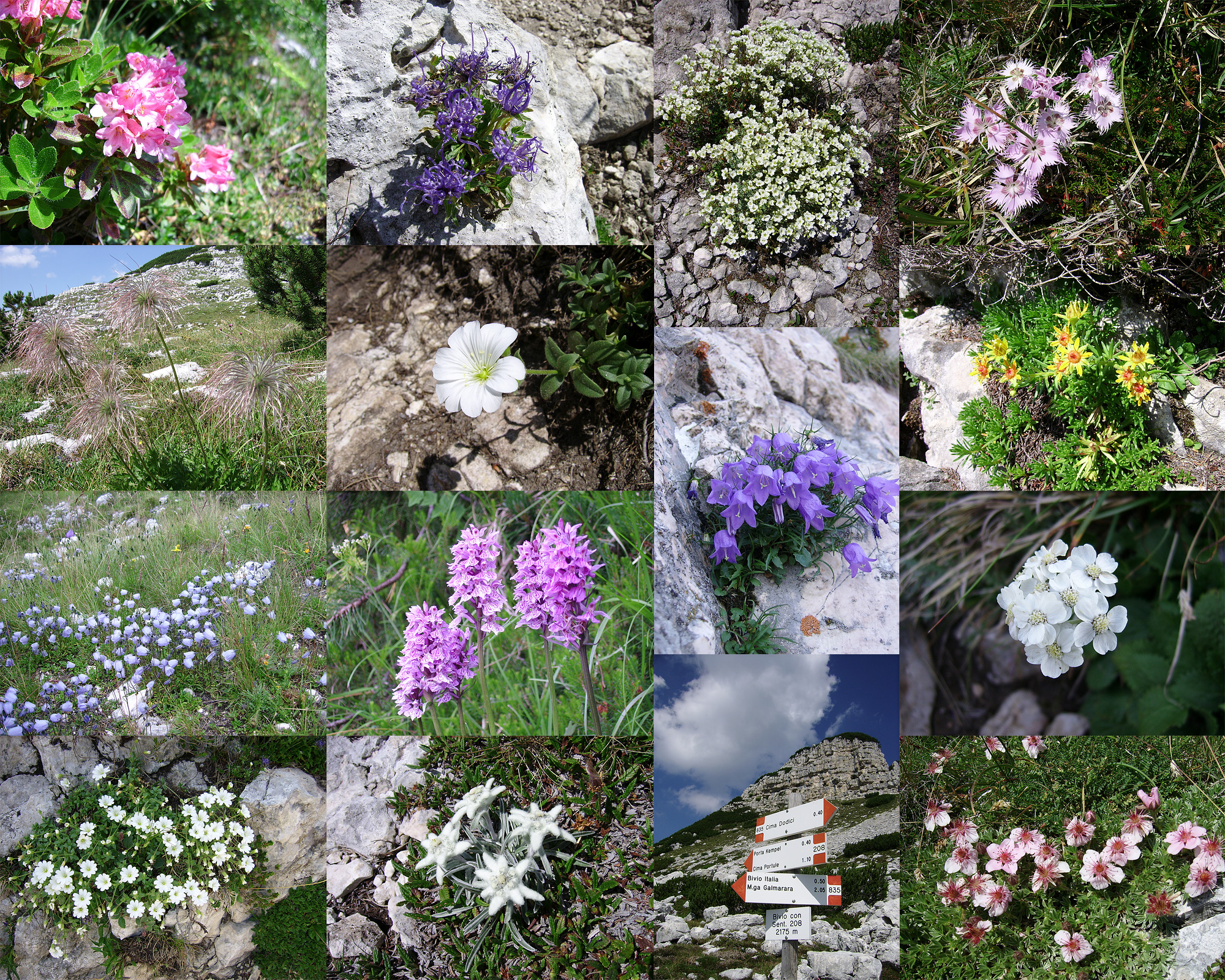
Flora alpina fotografata lungo l'alta via n. 11

Partendo dal Passo Vezzena si segue per un tratto il Sentiero della Pace e si giunge quindi nei pressi del Forte Verle, si sale poi alla Cima Vezzena dove si trova un'altra fortezza, lo Spitz Verle. Il sentiero prosegue quasi sempre in cresta, passando per Porta Manazzo (entrando così in territorio vicentino), quindi Cima Larici, Cima Portule, Cima Dodici (punto più elevato dell'alta via), Cima Undici, Cima Dieci, Monte Ortigara, Cima della Caldiera, Porta Incudine e Castelloni di San Marco. In questo tratto sono visibili numerosi resti di opere belliche risalenti alla prima guerra mondiale, il sentiero percorre inoltre alcune ex strade e mulattiere militari. Abbandonata l'ultima cima, il percorso scende verso la Piana di Marcesina (lungo il Sentiero dei Cippi), prosegue infine verso la Val Maron per scendere quindi ad Enego, punto d'arrivo del percorso.

### Cartografia
- Associazione delle sezioni vicentine del CAI - carta dei sentieri n. 2 Valdastico e altopiani trentini (per la parte trentina del percorso).
- Associazione delle sezioni vicentine del CAI - carta dei sentieri n. 3 Altopiano dei Sette Comuni (per la parte vicentina del percorso).